# Trues näbbval
Trues näbbval (Mesoplodon mirus) är en däggdjursart som beskrevs av Frederick W. True 1913. Enligt Dyntaxa ingår trues näbbval i släktet Mesoplodon, och familjen näbbvalar. IUCN kategoriserar arten globalt som livskraftig (LC). Arten har ej påträffats i Sverige. Inga underarter finns listade.
Artepitetet i det vetenskapliga namnet är det latinska ordet mirus (underbar).

## Utseende
Arten når en längd av 4,9 till 5,3 m och en vikt mellan 1200 och 1400 kg. Den gråa kroppen är något ljusare på undersidan och äldre individer har vanligen en mörk fläck kring ögonen. Ibland finns några ljusa fläckar på buken. Hos den södra populationen förekommer ofta en större vit fläck på ryggen bakom ryggfenan. Liksom hos andra arter av släktet Mesoplodon har Trues näbbval bara två tänder i underkäken. De är hos hanar synliga utanför munnen.

## Utbredning
Denna näbbval har två från varandra skilda utbredningsområden. Den första regionen ligger i norra Atlanten där den nordliga gränsen sträcker sig mellan Newfoundland och Irland. Den sydliga gränsen för detta område går från Florida till Kanarieöarna. Den andra regionen ligger i mera tempererade delar av södra Atlanten och Indiska oceanen.

## Ekologi
Antagligen vistas arten främst i det öppna havet, liksom andra medlemmar av samma släkte. I strandade individers mage hittades bläckfiskar och några fiskar.